# 믈라덴 페트리치
믈라덴 페트리치(크로아티아어: Mladen Petrić, 1981년 1월 1일 ~ )는 크로아티아의 은퇴한 축구 선수이다.
크로아티아 축구 국가대표팀에는 2001년, 당시 크로아티아 대표팀 감독이었던 미르코 요지치 (Mirko Jozić)에 의해 소집되었고, 2001년 11월 대한민국 축구 국가대표팀과의 친선 경기에서 대표팀 데뷔전을 치렀다. 2002년 FIFA 월드컵 엔트리에는 들지 못했으며, 2002년 8월 웨일스 전에서 첫 골을 넣었다.
2006년 홍콩에서 열린 칼스버그컵에 출전했으나, 2006년 FIFA 월드컵 엔트리에는 들지 못했고, UEFA 유로 2008 예선에서는 잉글랜드를 격침시키는 골을 넣으며 크로아티아가 유로 2008에 진출하는 데 공헌하였다. 결과적으로 UEFA 유로 2008 엔트리에 들며, 유로 2008에서 4경기에 출장하였다.
페트리치는 함부르거 SV 시절 98경기에서 38골을 터트리며 맹활약하였다. 그는 손흥민과 주전 경쟁을 했던 선수로 유명한데, 주전으로 활약했을 당시에는 스트라이커로 맹활약하였다. 또한 그는 함부르크와 계약 연장을 원했으나, 협상이 결렬되어 아쉽게 재계약에 실패하였다.
2012년 6월, 프리미어리그의 풀럼 FC로 이적하였다.

## 수상
그라스호퍼
- 스위스 슈퍼리그 : 2000-01, 2002-03

 바젤
- 스위스 슈퍼리그 : 2004-05
- 우렌 컵 : 2006
- 스위스 컵 : 2006-07

개인
- 2006-07 스위스 슈퍼리그 득점왕
- 2007년 스위스 슈퍼리그 올해의 선수상